# Anadolu Efes Spor Kulübü 2019-2020
Questa voce raccoglie le informazioni riguardanti l'Anadolu Efes Spor Kulübü nelle competizioni ufficiali della stagione 2019-2020.

## Stagione
La stagione 2019-2020 dell'Anadolu Efes Spor Kulübü è la 42ª nel massimo campionato turco di pallacanestro, la Basketbol Süper Ligi.
Il 7 febbraio Shane Larkin prende il passaporto turco.

## Roster
Aggiornato al 24 luglio 2019.
| Anadolu Efes 2019-20 | Anadolu Efes 2019-20 |
| Giocatori            | Staff tecnico        |
| -------------------- | -------------------- |

| N. | Naz.                                        | Ruolo | Nome              | Anno | Alt.   | Peso   |  |
| -- | ------------------------------------------- | ----- | ----------------- | ---- | ------ | ------ |  |
| 0  | Stati Uniti (bandiera) · Turchia (bandiera) | P     | Shane Larkin      | 1992 | 180 cm | 79 kg  |  |
| 1  | Francia (bandiera)                          | P     | Rodrigue Beaubois | 1988 | 188 cm | 84 kg  |  |
| 2  | Stati Uniti (bandiera)                      | AC    | Chris Singleton   | 1989 | 206 cm | 108 kg |  |
| 3  | Turchia (bandiera)                          | AG    | Yiğitcan Saybir   | 1999 | 202 cm | 88 kg  |  |
| 4  | Turchia (bandiera)                          | P     | Doğuş Balbay (C)  | 1989 | 185 cm | 82 kg  |  |
| 6  | Turchia (bandiera)                          | G     | Mustafa Kurtuldum | 2001 | 197 cm |        |  |
| 8  | Turchia (bandiera)                          | AP    | Tolga Geçim       | 1996 | 206 cm | 91 kg  |  |
| 10 | Turchia (bandiera)                          | P     | Ömercan İlyasoğlu | 2001 | 196 cm | 85 kg  |  |
| 15 | Turchia (bandiera)                          | C     | Sertaç Şanlı      | 1991 | 213 cm | 115 kg |  |
| 18 | Francia (bandiera)                          | AG    | Adrien Moerman    | 1988 | 203 cm | 102 kg |  |
| 19 | Turchia (bandiera)                          | G     | Buğrahan Tuncer   | 1993 | 191 cm | 87 kg  |  |
| 21 | Germania (bandiera)                         | C     | Tibor Pleiß       | 1989 | 218 cm | 122 kg |  |
| 22 | Serbia (bandiera)                           | P     | Vasilije Micić    | 1994 | 195 cm | 92 kg  |  |
| 23 | Stati Uniti (bandiera)                      | GA    | James Anderson    | 1989 | 198 cm | 98 kg  |  |
| 25 | Stati Uniti (bandiera)                      | AG    | Alec Peters       | 1995 | 206 cm | 107 kg |  |
| 42 | Stati Uniti (bandiera) · Armenia (bandiera) | C     | Bryant Dunston    | 1986 | 203 cm | 114 kg |  |
| 44 | Croazia (bandiera)                          | G     | Krunoslav Simon   | 1985 | 197 cm | 100 kg |  |

| Allenatore |
| - Ergin Ataman |
| Assistente/i |
| - Tomislav Mijatović - Yakup Sekizkök - Cenk Yıldırım Legenda - (C) Capitano - (IN) Inattivo - Infortunato Roster |

## Mercato

### Sessione estiva
| Acquisti | Acquisti        | Acquisti        | Acquisti      | Acquisti |
| R.a      | Nome            | da              | Modalità      |          |
| -------- | --------------- | --------------- | ------------- | -------- |
| AP       | Tolga Geçim     | Bandırma B.İ.K. | definitivo    |          |
| G        | Birkan Batuk    | Karşıyaka       | fine prestito |          |
| AG       | Alec Peters     | CSKA Mosca      | definitivo    |          |
| AC       | Chris Singleton | Barcellona      | definitivo    |          |

| Cessioni | Cessioni         | Cessioni    | Cessioni          | Cessioni |
| R.       | Nome             | a           | Modalità          |          |
| -------- | ---------------- | ----------- | ----------------- | -------- |
| G        | Muhaymin Mustafa | Tofaş Bursa | riscatto prestito |          |
| AP       | Metecan Birsen   | Karşıyaka   | rescissione       |          |
| G        | Onuralp Bitim    | Karşıyaka   | fine contratto    |          |
| AG       | Brock Motum      | Valencia    | fine contratto    |          |
| G        | Birkan Batuk     | Beşiktaş    | fine contratto    |          |